# Filippo Tommaso Marinetti

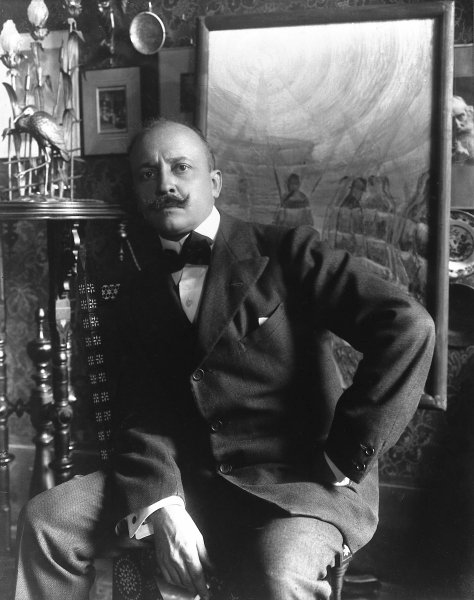
Filippo Tommaso Marinetti

Filippo Tommaso Marinetti (genannt oft  F.T. Marinetti), eigentlich Emilio Angelo Carlo Marinetti (* 22. Dezember 1876 in Alexandria, Ägypten; † 2. Dezember 1944 in Bellagio, Italien), war ein italienischer Schriftsteller, faschistischer Politiker und Begründer des Futurismus.

## Leben

### Jugend in Ägypten

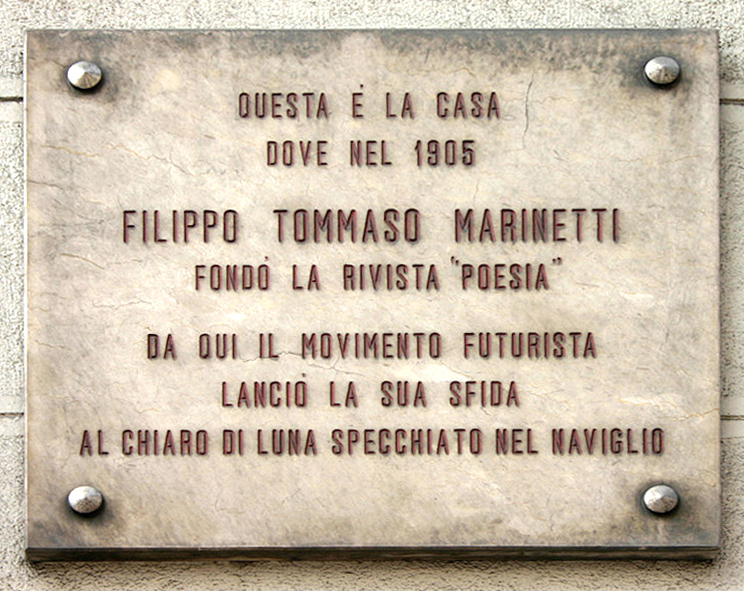
Gedenktafel an Marinettis Haus in Mailand

Filippo Tommaso Marinetti wurde am 22. Dezember 1876 als Emilio Angelo Carlo Marinetti geboren. Sein Vater Enrico, ein Rechtsanwalt, stammte aus Voghera (Piemont) und war 1865 als Rechtsberater der Handelsgesellschaft des Suez-Kanals nach Alexandria gezogen. Amalia Grolli, die Mutter Marinettis, stammte aus Mailand. Beide lebten nach außen hin verheiratet zusammen, ohne die Ehe formal zu vollziehen (more uxorio).
1874 kam ihr erster Sohn Leone zur Welt, der 1895 überraschend verstarb. Der Vater war fleißig und beruflich sehr erfolgreich. In wenigen Jahren hatte er sich mit eigenen Büros in Ramleh, Kairo und Khartum selbstständig gemacht und es schließlich erreicht, der persönliche Rechtsberater von Muhammad Tawfiq Pascha, des Khediven der osmanischen Provinz Ägypten, zu werden. In dieser Position machte er ein erhebliches Vermögen, das später seinem Sohn zugutekam, der auch ohne seine Einkünfte als Journalist und Schriftsteller immer finanziell unabhängig war.
Marinetti besuchte nach der Grundschule ab 1888 das französische Jesuiten-Kolleg St.Francois-Xavier, nicht zuletzt auf Wunsch der Mutter, deren Interesse der französischen Literatur galt. 1893 gab der Vater seine ägyptische Praxis auf und wohnte seither in Mailand. Zeitgleich wurde Marinetti aus dem Kolleg entlassen, weil er die Werke von Émile Zola gelesen und empfohlen hatte. Auch seine Tätigkeit als Redakteur der Schülerzeitschrift Papyrus wurde nicht gutgeheißen.

### Studium in Paris, Pavia und Genua
Marinetti wechselte nach Paris, bestand dort am 13. Juli 1894 die Aufnahmeprüfung für die Universität (Baccalauréat)
mit der Mindestpunktzahl und begann mit dem Jurastudium. Von Paris war er begeistert:

„Allein in Paris. Siebzehn Jahre. Alle Grisettes des Quartier Latin. Alle Studentenunruhen. Ein sehr schlechtes Examen in Mathematik, aber ein triumphales über die Theorien Stuart Mills. Als ‚bachelier des lettres‘ kam ich nach Mailand, französisch gebildet, aber unbeugsam italienisch, allem Pariser Zauber zum Trotz.“

Er setzte dann das Studium an der Universität Pavia und dann an der Universität Genua fort und schloss es am 17. Juli 1899 mit einer Dissertation über Die Krone in der parlamentarischen Regierung ab (Prof. A. Ponsiglioni).

### Journalist und Schriftsteller
1899 zog er nach Mailand zu seiner Familie in die via Senato Nr. 2. Die Idee, als Rechtsanwalt tätig zu sein, lehnte er ab, da er sich schon sehr früh parallel zu seinem Studium für Literatur interessiert hatte: Schon 1898 war es ihm gelungen, erste Gedichte in der italienischen/französischen Zeitschrift Anthologie-Revue zu veröffentlichen, die in Mailand gedruckt wurde.
Dann zog er wieder nach Paris und schrieb seine Arbeiten in französischer Sprache, denn er sprach und schrieb Italienisch und Französisch auf muttersprachlichem Niveau. Darüber hinaus war er als Redaktionssekretär der Pariser Zeitungen „La Vogue“ und „La Plume“ tätig. Sein erstes, vom Symbolismus geprägtes Buch, La Conquête des Étoiles, erschien 1902. 1904 konnte er den ersten Band Gedichte in französischer Sprache veröffentlichen (Destruction). 1911 folgte eine Übersetzung ins Italienische. Im gleichen Jahr zog er innerhalb Mailands in das »Rote Haus« am Corso Venezia 61. 1905 gründete er gemeinsam mit Sem Benelli in Mailand die literarische Zeitschrift Poesia Rassegna Internationale.
1907 begegnete Marinetti der von George Duhamel mitgegründeten Künstlergruppe Abbaye de Créteil, die sich nach einer alten Abtei im Umfeld von Paris benannt hatte und in der sich zahlreiche Pariser Schriftsteller, Maler und Bildhauer trafen. Die Gruppe gab eigene Bücher heraus und veranstaltete Ausstellungen, darunter auch des Künstlers Brancusi. Zu ihnen gehörten etwa Alfred Jarry und Robert de Montesquiou, ein Dandy und Schriftsteller, der später Marcel Proust (»Baron de Charlus« und »Robert de Saint-Loup«) und Joris-Carl Huysmans (»Jean Floreasses des Esseintes«) als literarische Vorlage diente. Dort erhielt er zahllose künstlerische Anregungen, die schließlich in seinem Futuristischen Manifest (s. unten) mündeten.
Es folgten La ville charnelle (1908) und das Theaterstück Le Roi Bombance. Der damals virulente Kulturpessimismus kommt dort besonders zum Ausdruck. Schließlich folgte 1910 in Paris sein erster Roman Mafarka der Futurist.
Nach dem Erscheinen des Futuristischen Manifests in Paris (1909) bildeten sich in Italien und Frankreich zahllose Gruppen, die die Gedanken des Textes in eigenen Werken aufgriffen. Marinetti reiste in den folgenden Jahren viel in Europa, USA und Südamerika und unterhielt einen ausführlichen Briefwechsel auch mit deutschen Schriftstellern, Verlegern und Galeristen, darunter vor allem Herwarth Walden.
Schon in diesen frühen Anfängen spiegeln seine Arbeiten die Aspekte der Leere und Verlogenheit des großbürgerlichen Lebens des Fin de siècle wider. Marinetti sah seine Zeit ähnlich wie sein Freund Joris-Karl Huysmans als dem Untergang geweiht. So dreht sich sein Denken und Schreiben darum, die alte Welt der Bourgeoisie mit neuen Begriffen beiseite zu fegen. Dem Begriff „Futurismus“ folgte das Wort „Passatismus“ (von „passato“: vergangen, überholt), das er 1910 im Manifest Contro Venezia Passatista einführte:

„Wir lehnen das alte Venedig ab, dass entkräftet und von jahrhundertelanger Wollust geschwächt ist, obwohl auch wir es einst in unseren sehnsüchtige Träumen liebten und besaßen. Wir lehnen dieses Venedig der Touristen ab, diesen Markt der Antiquitätenfälscher, diesen Magneten des Snobismus und der Dummheit aus aller Welt, … Dieses edelsteingeschmückte Sitzbad für kosmopolitische Kurtisanen, diese cloaca maxima des Passatismus. … Es komme endlich das Reich des göttlichen elektrischen Lichts, um Venedig von seinem käuflichen Mondschein … zu befreien.“

### Ehe mit Benedetta Cappa

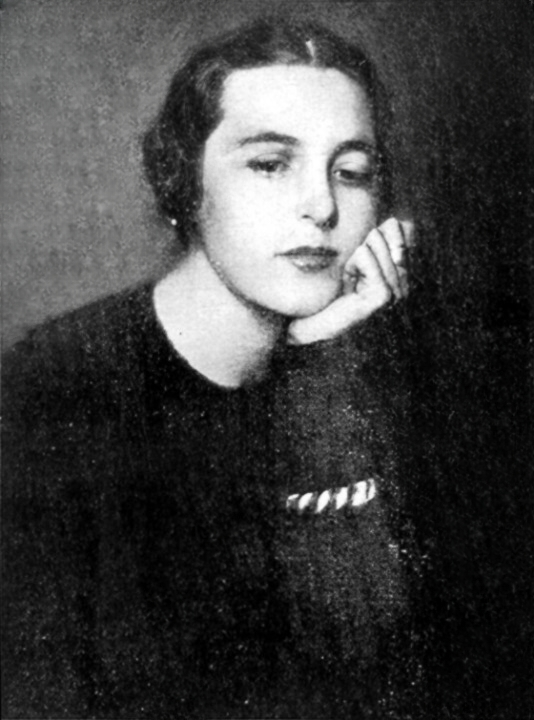
Benedetta Marinetti 1938

1919 begegnete er (damals: 43 Jahre) in Rom der Tochter seines Anwalts Innocenzo Cappa, der ihn 1910 in einem Prozess verteidigt hatte, bei dem ihm wegen seines Romans Mafarka, der Futurist Obszönitäten vorgeworfen worden waren. Die damals 22-jährige Schriftstellerin und Malerin Benedetta Cappa (1897–1977) war Malschülerin von Giacomo Balla, und beide heirateten 1926 nach einigen Jahren des Zusammenlebens. Sie hatten drei Töchter, Vittoria, Ala und Luce.
Das Familienleben war harmonisch. Antonio Gramsci: „Seit dem Ende des Krieges hat die futuristische Bewegung in Italien ihr charakteristisches Profil verloren. Marinetti widmet ihm sehr wenig Zeit er hat geheiratet und zieht es vor, seine Energien auf seine Frau zu konzentrieren.“
Benedetta betreute den künstlerischen Nachlass ihres Mannes nach dessen Tod 1944 noch viele Jahrzehnte.

## Prägungen
Symbolisten und Anarchisten
In Paris beeinflusste ihn vor allem sein Freundeskreis, zu dem er Symbolisten wie Guillaume Apollinaire, Joris-Karl Huysmans, Stéphane Mallarmé und Paul Valéry zählte. Mit ihnen teilte er neben der Verachtung für das als korrupt erachtete Bürgertum auch die Vorliebe für das Extravagante, die Gefahr und die Gewalt. Dieses Bekenntnis zur Gewalttätigkeit brachte ihn in Nähe der Anarchisten, die zu dieser Zeit Paris mit Bombenattentaten und Banküberfällen in Atem hielten. Gemeinsam mit seinem Freundeskreis begrüßte er diese Anschläge generell, da er sie als Symbol der Befreiung aus psychisch beengenden Lebensverhältnissen ansah. Die Detonationen der Anschläge klangen Octave Mirbeau zufolge wie das „Rollen des Donners, das der Freude über die Sonne und dem friedlichen Himmel vorausgeht.“ Attentäter wie Emile Henry, Auguste Vaillant und Ravachol wurden als Helden gefeiert. Den theoretischen Überbau für diese Gewalttaten lieferten die führenden Theoretiker der Anarchie wie Georges Sorel. Auf den jungen Marinetti machte vor allem Sorel Eindruck, der in seinen „Réflexions sur la violence“ (Überlegungen zur Gewalt) die Gewalt und den Aufruhr zur politischen Doktrin hochstilisierte. Sorel brachte dies auch in einem Manifest zum Ausdruck, mit dem er 1907 an die Öffentlichkeit ging. In ihm vertrat er die Meinung, dass der gewalttätige Klassenkampf ein Beitrag zur Gesundung und Kräftigung der Gesellschaft sei. Die „proletarische Gewalt“ könne in der Gestalt von Bergsons „élan vital“ neue ethische Werte schaffen und die Welt vor den „Zerstörungen der Barbarei“ bewahren. Dieses Gedankengut und den Ruf „Lang lebe die Gewalt gegen alles was unser Leben hässlich macht!“ wird man – geringfügig variiert – bald auch in den Manifesten Marinettis wieder finden.

### Gabriele D’Annunzio; Benedetto Croce; Giovanni Gentile
Sehr nahe bei Nietzsche angesiedelt war auch der Schöpfer des Mythos vom Dichter-Kämpfer (poeta-condottiero) Gabriele D’Annunzio. Marinetti hatte sich neben ihm aber auch mit den beiden bedeutendsten italienischen Intellektuellen Benedetto Croce und Giovanni Gentile seiner Zeit auseinandergesetzt. Beide kamen vom Liberalismus, reichten jedoch mit ihrer Philosophie über den Positivismus eines Auguste Comte und den historischen Materialismus eines Karl Marx hinaus und hatten sich dem Idealismus als philosophische Bewegung verpflichtet. Für Croce ist die Geschichte nicht von materiellen Aspekten determiniert, sondern von Ideen geprägt. Für ihn entspringen diese Ideen keinem wissenschaftlichen Kalkül, sondern jenem irrealen, leidenschaftlichen Charakter, den er als Teil der anthropologischen Konstante des Menschen betrachtet. Diese Gedanken führen Futuristen wie Giovanni Papini und Giuseppe Prezzolini in ihrer 1908 gegründeten Zeitschrift La Voce im futuristischen Sinn weiter. Dabei kam es allerdings zu einer Apologie des Irrationalismus, die Croce plötzlich als Vordenker des Futurismus erscheinen ließ, was als ahistorisch zu werten ist. Für Croce war auch das Irrationale im Menschen berechenbar, da es auch Träger von Werten und Idealen sein konnte. Croce ging es auch nicht darum, einen neuen Menschen und „…eine neue Welt zu schaffen, sondern die alte Welt zu bearbeiten, die immer neu ist,“ was auch die Rückkehr zu Traditionen wie „der König, das Vaterland, die Stadt, die Nation, die Kirche, die Menschlichkeit“ einschloss. Auch dies waren Ansichten, die zumindest mit dem Futurismus der Vorkriegszeit keineswegs kompatibel waren.
Zu Gabriele d’Annunzio hatte Marinetti eine besonders kritische Einstellung:

„»Man muss mit allen Mitteln Gabriele d’Annunzio bekämpfen, weil er mit seinem ganzen Genie die vier geistigen Gifte, die wir für immer abschaffen wollen, verfeinert hat: 1. die mobile und nostalgische Poesie der Distanz und der Erinnerung; 2. die romantische Sentimentalität voll triefendem Mondschein, die aufschaut zu der idealen und schicksalhaften weiblichen Schönheit; 3. die Obsession der Wollust, mit dem Dreiecksverhältnis des Ehebruchs, dem Salz des Inzests und der Würze der christlichen Sünde; 4. die professorale Leidenschaft für die Vergangenheit, die Antikenmanie und Sammlerleidenschaft«.“

### Frauen
Einen nicht zu unterschätzenden Einfluss auf die Philosophie Marinettis hatten seine Erfahrungen mit Frauen. Am Anfang standen negative Erfahrungen mit Prostituierten und egofördernde Sexualerlebnisse als Soldat. Gestützt auf diese Erfahrungen schrieb er 1917 ironisch formulierte taktische Ratschläge „Wie man Frauen verführt.“ Trotz der positiven Erfahrungen in seiner eigenen Ehe äußerte er sich in seinen Schriften immer wieder kritisch zu den Lebensformen der Bourgeoisie, darunter vor allem der Rolle der Frauen.

## Das futuristische Manifest

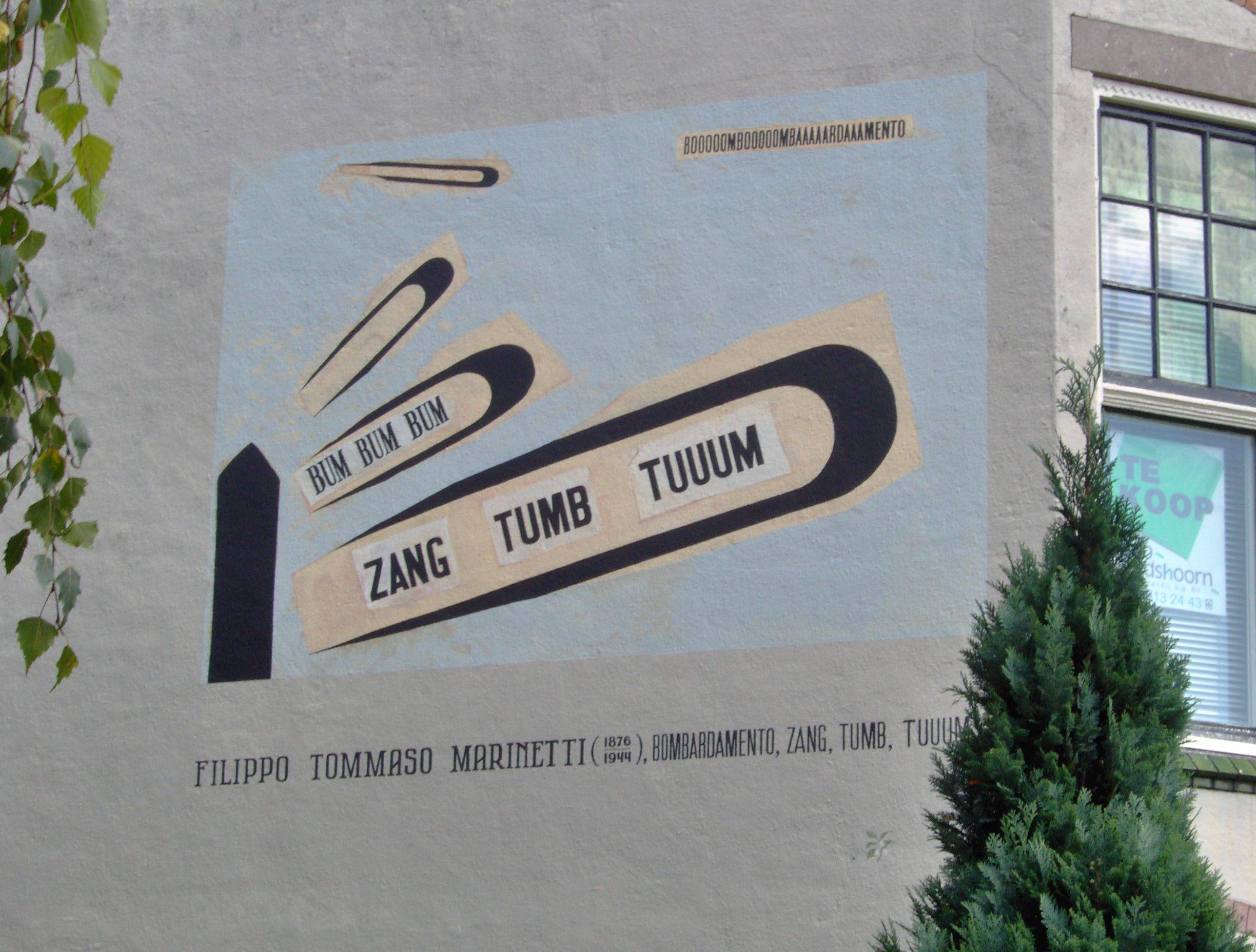
Mauergedicht in Leiden

Am 20. Februar 1909 trat Marinetti in Paris mit dem futuristischen Manifest an die Öffentlichkeit, das er auf der Titelseite der Pariser Tageszeitung Le Figaro präsentierte. Einem langen, poetischen Prolog, der den (falschen) Eindruck eines Autorenkollektivs vermittelt, folgen elf „Programmatische Punkte“, mit denen Marinetti den Anspruch erhebt, nicht nur eine neue Kunstrichtung, sondern eine alle Lebensbereiche umfassende Kultur aus der Taufe zu heben, die Kultur des Futurismus. In seinen 11 Thesen verherrlicht er vor allem die Gewalt und den Krieg, die „einzige Hygiene der Welt“. Gepriesen wird auch „die anarchistische Tat, … die angriffslustige Bewegung, die fiebrige Schlaflosigkeit, der Laufschritt, der Salto mortale, die Ohrfeige und der Faustschlag.“

### Charakteristika des Manifestes

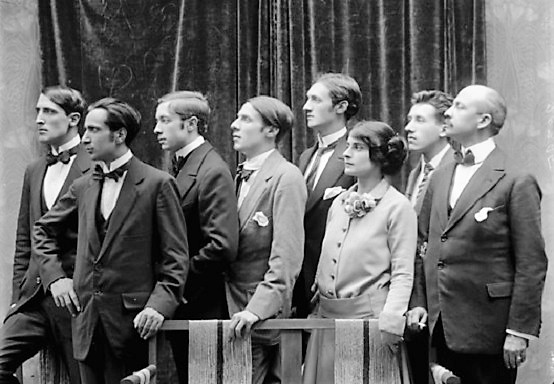
Italienische Futuristen 1916. Von links: Remo Chiti, Nerino Nannetti, Bruno Corra, Emilio Settimelli, Arnaldo Ginna, Maria Ginanni, Vieri Nannetti, Filippo Tommaso Marinetti

#### Gewalt, Rücksichtslosigkeit, Ziellosigkeit
Gewalt wird als spontaner Ausdruck von Kraft, Vitalität und Ausleben von Frustration erlebt. Kennzeichen dieser Gewalt: Hedonismus, Grausamkeit, Ungerechtigkeit, Rücksichtslosigkeit, Moralfreiheit, Ziellosigkeit. Teil dieser Philosophie ist das masochistische Streben nach Selbstzerstörung bzw. Auslöschung durch die nächste, stärkere Generation:

„… Sie werden uns lärmend umringen, vor Angst und Bosheit keuchend, und werden sich, durch unsere stolze, unbeirrbare Kühnheit erbittert, auf uns stürzen, um uns zu töten, und der Hass, der sie treibt, wird unversöhnlich sein, weil ihre Herzen voll von Liebe und Bewunderung für uns sein werden.“

#### Ablehnung der Natur
Marinettis Lieblingsaufenthalt sind die rasch wachsenden, lauten Städte, in denen er die großen Menschenmassen besingen will, „die die Arbeit, das Vergnügen, oder der Aufruhr erregt“, er will auch die Bahnhöfe, die Fabriken, vor allem jedoch die neuen Maschinen bedienen, um schließlich selbst zum Maschinenmenschen zu werden.

#### Ablehnung von Kultur und Kunst
Unversöhnlich zeigt sich Marinetti gegenüber der Kultur vergangener Zeiten, er sieht sie als Belastung für jeden Künstler und als Provokation für alle in Zukunft blickenden Menschen. Ziel seiner (verbalen) Zerstörungssucht werden neben kleineren Kunstgegenständen und Bauwerken ganze Städte, wie beispielsweise Venedig. Zerstören will er auch alle Museen, Akademien und Bibliotheken. Sie sind für ihn „Friedhöfe vergeblicher Anstrengungen“. Die Verwalter solcher „Friedhöfe“ wie Professoren, Archäologen, Fremdenführer und Antiquare betrachtet er als „Krebsgeschwüre“. Seine Forderung (Futuristisches Manifest Nr. 7):

„Schönheit gibt es nur noch im Kampf… Die Dichtung muss aufgefasst werden als ein heftiger Angriff auf die unbekannten Kräfte, um sie zu zwingen, sich vor dem Menschen zu beugen…. Museen: Absurde Schlachthöfe der Maler und Bildhauer, die sich gegenseitig wild mit Farben und Linien entlang der umkämpften Ausstellungswände abschlachten… Diesen Kalvarienberg gekreuzigter Träume, diesen Registern gebrochenen Schwunges. ….. Aber wir wollen von der Vergangenheit nichts wissen, wir jungen und starken Futuristen!....... Legt Feuer an die Regale der Bibliotheken…….. Reißt ohne Erbarmen die ehrwürdigen Städte nieder!“

#### Faszination der Technik
Marinetti war schon früh von der Technik beeindruckt:

„Ein Rennwagen, dessen Karosserie große  Rohre schmücken, die Schlangen mit explosivem Atem gleichen . .. ein aufheulendes Auto, das auf Kartätschen zu laufen scheint, ist schöner als die Nike von Samothrake.....Wir werden die großen Menschenmengen besingen, die die Arbeit, das Vergnügen oder der Aufruhr erregt; besingen werden wir die vielfarbige, vielstimmige Flut der Revolutionen in den modernen Hauptstädten; besingen werden wir die nächtliche, vibrierende Glut der Arsenale und Werften, die von grellen elektrischen Monden erleuchtet werden; die gefräßigen Bahnhöfe, die rauchende Schlangen verzehren; die Fabriken, die mit ihren sich hochwindenden Rauchfäden an den Wolken hängen; die Brücken, die wie gigantische Athleten Flüsse überspannen, die in der Sonne wie Messer aufblitzen; die abenteuersuchenden Dampfer, die den Horizont wittern; die breitbrüstigen Lokomotiven, die auf den Schienen wie riesige, mit Rohren gezäumte Stahlrosse einherstampfen, und den gleitenden Flug der Flugzeuge, deren Propeller wie eine Fahne im Winde knattert und Beifall zu klatschen scheint wie eine begeisterte Menge.“

Er konnte sich als einer der wenigen einen eigenen Sportwagen leisten. Ein Foto zeigt ihn 1908 in seinem BN 30/40 HP Fiat Isotta Fraschini »Gran Lusso«.
Im Oktober 1908 hatte Marinetti einen schweren Autounfall mit diesem Sportwagen
1910 unternahm er seinen ersten Flug auf einer Flugschau in Mailand, lernte aber – anders als Gabriele D’Annunzio – nicht selbst zu fliegen.
Ausgehend von diesen Erfahrungen entwickelte er weit vorausschauende Ideen über die Verbindung zwischen Mensch und Maschine. Im Manifesto tecnico della letteratura futurista/Technisches Manifest über die futuristische Literatur (1912) forderte er „die Fusion der Instinkte mit dem, was die Maschine uns geben kann“ um fähig zu werden, „die offenbare Feindschaft, die unser menschliches Fleisch vom Metall der Maschinen“ trennt, zu überwinden.
Im Aufsatz „L'immaginazione senza fili e le parole in libertà“ /„Vorstellungskraft ohne Syntax und die Befreiung der Worte“ (1913) sagte er voraus, dass der vertraute Umgang zwischen Mensch und Maschine auch den Menschen verändern würde: „Der Futurismus gründet sich auf die vollständige Erneuerung der menschlichen Sensibilität als Folge der großen Entdeckungen [...] Diejenigen, welche heutzutage Dinge benutzen wie Telephon, Grammophon, Eisenbahn, Fahrrad, Motorrad, Ozeandampfer, Luftschiff, Flugzeug, Kinematograph und große Tageszeitungen, denken nicht daran, daß diese verschiedenen Kommunikations-, Verkehrs- und Informationsformen auch entscheidenden Einfluß auf ihre Psyche ausüben.“

#### Ablehnung der Frauen
Futuristisches Manifest Nr. 9: „Wir wollen den Krieg verherrlichen — diese einzige Hygiene der Welt -, den Militarismus, den Patriotismus, die Vernichtungstat der Anarchisten, die schönen Ideen, für die man stirbt, und die Verachtung des Weibes.“ Das Problem der Reproduktion will Marinetti mit dem „metallisierten Mann“ lösen, der, weiblichen Reizen gegenüber unempfindlich, über die Möglichkeit verfügt, sich selbst zu reproduzieren.

#### Aufstand der Jugend
„Die Ältesten von uns sind jetzt dreißig Jahre alt; es bleibt uns also mindestens ein Jahrzehnt, um unser Werk zu vollbringen. Wenn wir vierzig sind, mögen andere, jüngere und tüchtigere Männer uns ruhig wie nutzlose Manuskripte in den Papierkorb werfen. Wir wünschen es so!“

### Die Rezeption des Manifestes
Es ist verständlich, wenn Marinetti mit seinem Postulat der ziellosen Zerstörung aktueller Strukturen sowohl die gewaltbereiten Gruppierungen von Links wie Rechts als auch die Anarchisten ansprach. Diese Gruppierungen hatten eine breitere Basis als heute. Aus der Verachtung der reformistischen Linken und der kompromissbereiten Rechten machte er zumindest bis zu seiner Versöhnung mit Mussolini im Jahr 1924 keinen Hehl. So widmete er seine „satirische Tragödie,“ die er als „Ergebnis von zwei Jahren der Überlegungen und Betrachtungen über die sozialistische Bewegung Europas“ darstellte, mit Filippo Turati, Enrico Ferri und Arturo Labriola den Spitzen der reformorientierten Linken seines Landes. Das Stück sollte die „Falschheit des Sozialismus, den Ruhm der Anarchie, und die völlige Lächerlichkeit der Mittelsmänner, Reformisten und anderer Köche des Allgemeinwohls“ herausstreichen.
Das vor allem in Künstlerkreisen geweckte Interesse nutzte Marinetti dazu, die im Manifest noch vorgetäuschte breitere Basis zu schaffen und neben Literaten auch andere italienische Kunstschaffende um sich zu scharen, was auch gelang. Der Psychoanalytiker und Philosoph Erich Fromm widmet dem ersten und zweiten futuristischen Manifest einen Teil seines Buches Anatomie der menschlichen Destruktivität. Fromm sieht das erste Manifest als frühestes Zeugnis der Nekrophilie, die er als eine der Quellen der menschlichen Destruktivität ausmacht. Er begründet dies mit der Verehrung toter Dinge wie schneller Maschinen und der Verherrlichung des Gigantischen. Darüber hinaus sieht er die grundlegenden Ideale des Manifests in den Zielen des Dritten Reichs verwirklicht.

## Die futuristische Praxis

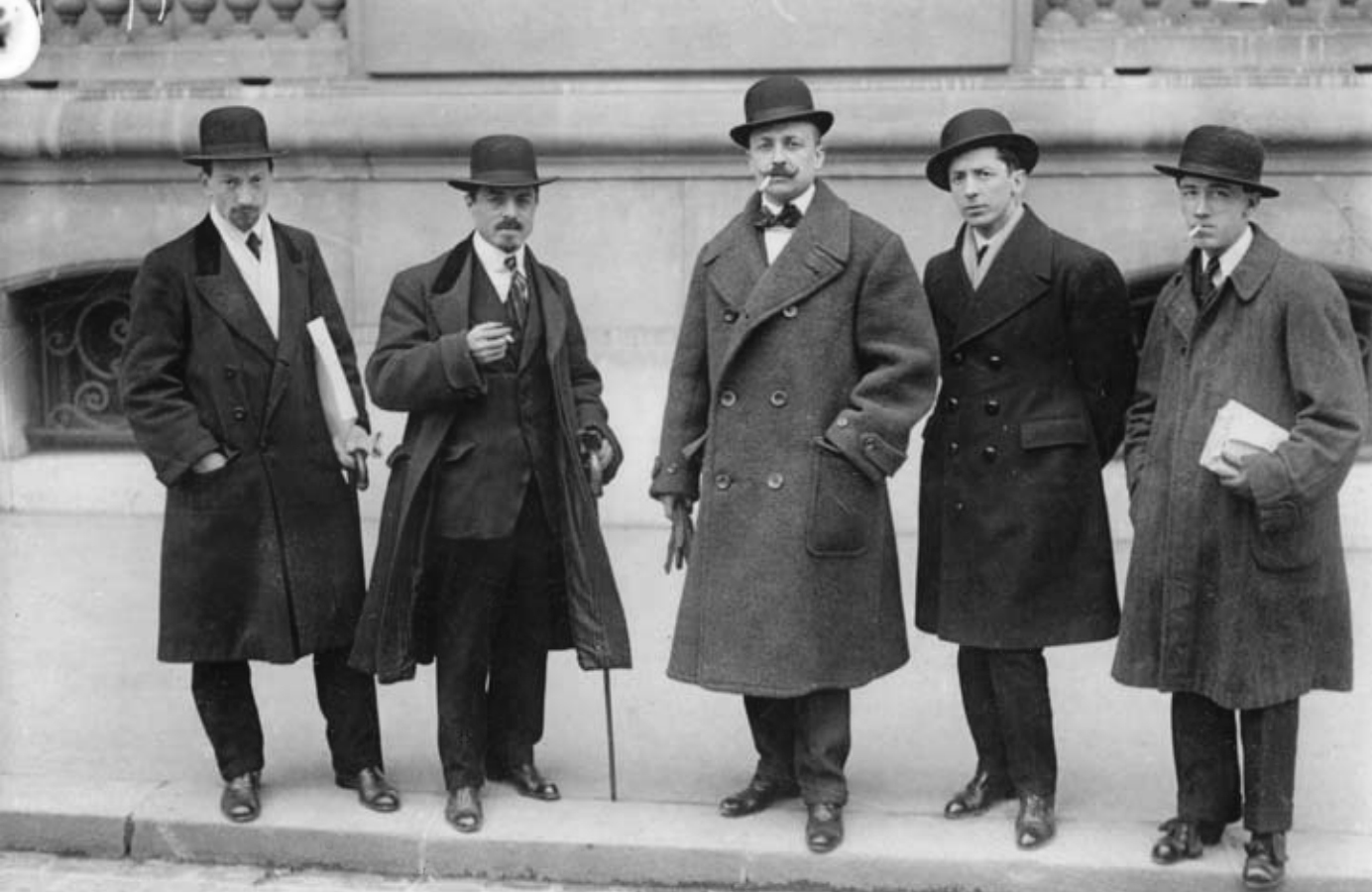
Luigi Russolo, Carlo Carrà, Filippo Tommaso Marinetti, Umberto Boccioni und Gino Severini vor der Redaktion des Le Figaro, Paris, 9. Februar 1912

Betrachtet man die große Zahl an Veranstaltungen und die sonstigen Aktivitäten der Gruppe, so wird klar, dass neben Charisma auch viel Geld erforderlich war, die Bewegung in Schwung zu bringen und auch zu halten. Dieses Geld brachte Marinetti aus der väterlichen Erbschaft ein. Damit gelang es, eine Reihe vorwiegend junger italienischer Künstler auf den Futurismus einzuschwören, zu einschlägigen Werken anzuregen und sich gemeinsam öffentlich zu präsentieren.
Bei diesen Gelegenheiten provozierten die Futuristen ganz bewusst die konservative Kunstpresse und ihre Kritiker. Auf einer Ausstellung in Mailand (30. April 1911) hatten sie neben eigenen Arbeiten auch Kinderzeichnungen und Werke von Arbeitern und anderen Laien gezeigt, um so zu beweisen, „dass die künstlerische Begabung, die als ein Privileg von wenigen gilt, der menschlichen Natur angeboren ist.“
Der Kritiker Ardengo Soffici reagierte darauf in La Voce mit einem massiven Verriss: „Nichts widert mehr an als... die alberne und hässliche Großsprecherei von wenig skrupelhaften Herren, die die Welt trübe sehen … mit den Augen des dickhäutigsten Schweinehändlers von Amerika“. Carrà, Boccioni, Palazzeschi und Marinetti spürten ihn in einem Florentiner Cafe aus, wo Boccioni ihn ohrfeigte.(Futuristisches Manifest: „3. Bis heute hat die Literatur die gedankenschwere Unbeweglichkeit, die Ekstase und den Schlaf gepriesen. Wir wollen preisen die angriffslustige Bewegung, die fiebrige Schlaflosigkeit, den Laufschritt, den Salto mortale, die Ohrfeige und den Faustschlag.“) Soffici griff zu seinem Spazierstock und rief anderntags Freunde zusammen, um die Futuristen vor ihrer Rückreise auf dem Hauptbahnhof zu verprügeln. Die Kontroversen wurden erst 1913 nach dem „Frieden von Florenz“ beendet, der zu einer Zusammenarbeit zwischen beiden Seiten führte: Soffici gründete die Zeitschrift Lacerba, die jetzt den Futurismus feierte.
Futuristische Abende
Marinettis Futuristische Abende, die vor allem in norditalienischen Theatersälen veranstaltet wurden, trugen viel zur Verbreitung der Ideen der Gruppe bei. Sie begannen grundsätzlich mit der verbalen Herabsetzung der jeweiligen Stadt und einer Beleidigung ihrer Honoratioren. Dann wurden Manifeste verlesen, futuristische Kunstwerke gezeigt, futuristische Musik gespielt sowie Ausschnitte aus futuristischer Theaterkunst geboten. Die Präsentation konnte aus der Sicht Marinettis nur dann als Erfolg gewertet werden, wenn es zu Tumulten kam, die zumindest von den lokalen Medien aufgegriffen wurden. Vielleicht war dies der Grund, warum Marinetti beim Zusammentreffen mit anderen Künstlern, oder bei Ausstellungen und Performances sehr exaltiert auftrat. André Gide berichtet:

„Er tänzelt auf der Stelle und wirbelt Wolken von Staub auf; er flucht und wettert und massakriert; er organisiert sich Opposition, Widerspruch und Intrigen aus reinem Spaß daran, sie zu überwinden. Ansonsten ist er der liebenswürdigste aller Menschen, ausgenommen D’Annunzio, hitzköpfig in der italienischen Manier, die häufig Wortfülle für Beredsamkeit hält, Angabe für Reichtum, Aufruhr für Bewegung, Fieberanfälle für himmlische Ekstasen.“

Futuristische Wanderausstellung

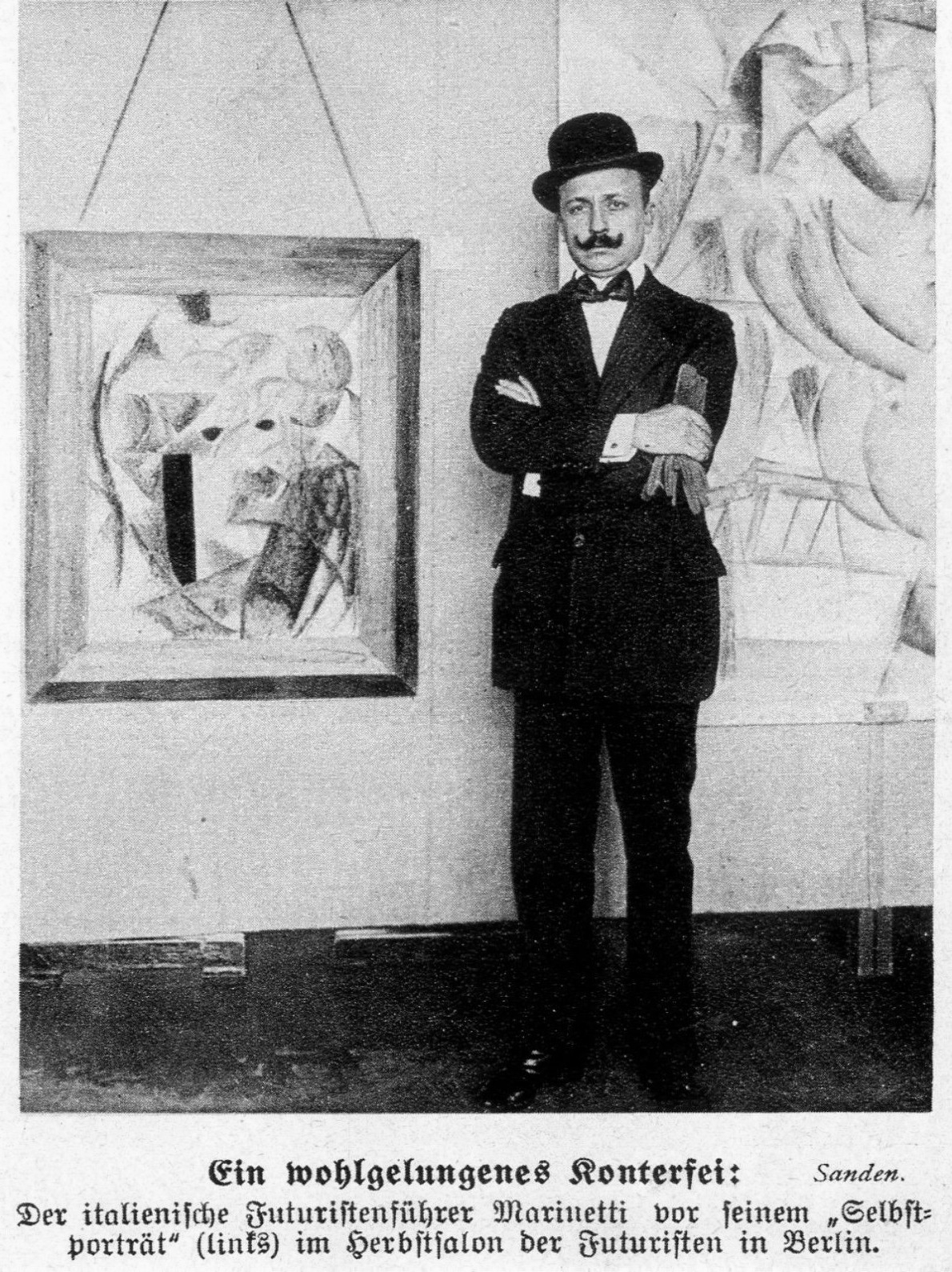
Marinetti im Herbstsalon der Futuristen in Berlin vor seinem Selbstporträt, Sanden 1913

Durch Marinettis Unterstützung konnte schließlich jene auch kommerziell erfolgreiche Ausstellungsserie anlaufen, die am 30. April 1911 in Mailand begann. 1912 ging man mit der Ausstellung ins Ausland, wo sie bis Kriegsbeginn bleiben sollte. Die wichtigsten Stationen waren London (2×), Berlin (2×), Wien, Brüssel, Den Haag, Amsterdam, München, Budapest, Rotterdam, Karlsruhe, Leipzig, Rom und St. Petersburg.
In der Kunstszene war man von der Vielfältigkeit und Eindringlichkeit der Darbietung beeindruckt, die Reaktion des allgemeinen Publikum war unterschiedlich. Die Reaktionen waren oft ablehnend. Die Londoner Ausstellung von 1912 kommentierte der – selbst abstrakt arbeitende – Bildhauer Jacob Epstein abschätzig:
„Eben zu dieser Zeit kreuzte Herr Marinetti mit seinen Futuristen auf. Sie waren Faschisten und zogen mit der echten faschistischen Frechheit von Stadt zu Stadt, indem sie ihr albernes Evangelium verkündeten und ihre unbedarften Bilder und Skulpturen ausstellten. In England sind wir stets bereit, etwas, das neu und aufregend erscheint, aufzugreifen … So wurden diese italienischen Scharlatane mit offenen Armen empfangen. Ich erinnere mich, wie Marinetti bei einer Ausstellung futuristischer Kunst mit ein paar Zweigen, die er im Hyde-Park gefunden hatte, daherkam, samt einer Zündholzschachtel, die er verschnürt hatte. Er nannte das »die neue Bildhauerei« und hing es am Kronleuchter auf.“
Kunstrichtungen im Futurismus
Neben der Literatur wurde die Malerei zur führenden Kunstrichtung im Futurismus. Ihr Manifest präsentierte Umberto Boccioni als der unbestrittene Doyen der Gruppe am 11. Februar 1910 in Turin. Auch in der Bildhauerei war das Multitalent Boccioni führend. Seine Urformen der Bewegung im Raum gelten heute als Ikonen des Futurismus. Die Architektur wurde von Enrico Prampolini und vor allem von Antonio Sant’Elia repräsentiert. Die futuristische Musik ist eng mit den Namen Francesco Balilla Pratella und Luigi Russolo verbunden. Er ersetzte die Musik durch die Geräuschkunst. Das futuristische oder synthetische Theater war ein Domäne von Marinetti, es waren aber auch Giacomo Balla und Fortunato Depero in diesem Bereich tätig. Der Film im Futurismus wurde von Anton Giulio Bragaglia getragen, fand jedoch bei Entscheidungsträgern wie Boccioni weniger Anerkennung als die anderen Bereiche. Die futuristische Literatur dominierte Marinetti. Mit seinen „befreiten Worten“ setzte er nicht nur die Syntax außer Kraft, mit Buchstaben und Worten in unterschiedlicher Größe, unterschiedlichen Schriften und in unterschiedlicher Ausrichtung verwischte er die Grenzen zur Grafik. Er war in diesem Bereich keineswegs allein tätig.
Zuletzt kam beim Futurismus auch die Politik ins Spiel. So zwang das Jahr 1914 eine Stellungnahme für oder gegen einen Kriegseintritt Italiens auf. Die Futuristen stimmten für Krieg und gingen dafür auch auf die Straße. Dabei wurden Marinetti, Boccioni und Russolo im September 1914 inhaftiert, weil sie im Zuge einer interventionistischen Veranstaltung in Mailand österreichische Fahnen verbrannt hatten. Dem kurzen Gefängnisaufenthalt folgte das Manifest „Futuristische Kriegssynthese“, in der die Unterstützung der Futuristen für eine Intervention Italiens im Sinne der Irredenta zum Ausdruck kam.

## Der Erste Weltkrieg

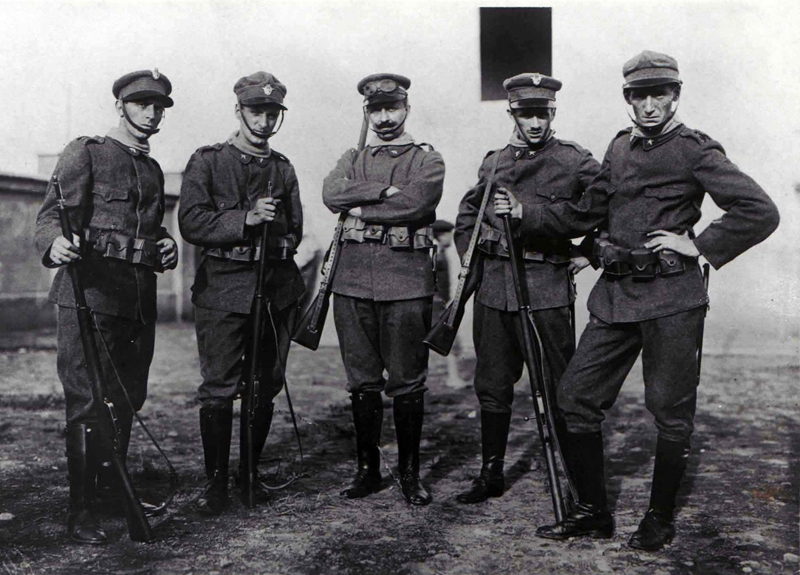
Marinetti 1916 im Ersten Weltkrieg (In der Mitte Dritter von links)

1915 rückte Marinetti gemeinsam mit mehreren anderen Futuristen zu den „Freiwilligen Radfahrern und Automobilisten“ ein. Nach Auflösung dieser Formation kam Marinetti zu den Alpini, der italienischen Gebirgstruppe, mit denen er einige Gefechte bestritt und dafür auch ausgezeichnet wurde. Sein umfangreiches Schaffen dieser Zeit legt allerdings Zeugnis davon ab, dass seine Vorgesetzten seinen politisch-futuristischen Aktivitäten viel Verständnis entgegengebrachten.
Für den Futurismus wird der Krieg zur Zäsur. Schon vor dem Kriegseintritt hatte sich der Zusammenhalt in den Reihen der führenden Futuristen bedenklich gelockert. Dies lag nicht zuletzt an Marinettis politischen Ambitionen, die besonders den erfolgreichen Künstlern viel Zeit raubten und den elitären Charakter der Gruppe durch zahlreiche Neuaufnahmen gefährdeten. Vor allem Boccioni, der wohl vielseitigste und finanziell erfolgreichste Futurist, wehrte sich gegen diese Entwicklung und brachte dies auch in seinem Buch über futuristische Malerei und bildende Kunst zum Ausdruck, das im April 1914 erschien. Der im Buch erhobene Anspruch, als das größte Talent der Futuristen und als deren bedeutendster Theoretiker zu gelten, führte zu Unstimmigkeiten vor allem mit Marinetti und dem im Buch kritisierten Carrà.
Einen weiteren Keil in die Gemeinschaft trieb ein Artikel, der von Papini, Palazzeschi und Ardengo Soffici verfasst wurde und am 14. Februar 1915 in Lacerba unter dem Titel „Futurismus und Marinettismus“ erschien. Die Autoren unterschieden hier zwischen den „echten“ Futuristen Carlo Carrà, Gino Severini und Tavolato und jenen, die den Grundsätzen untreu wurden wie Umberto Boccioni, Giacomo Balla, Francesco Balilla Pratella, Luigi Russolo und auch Marinetti.
Die Tiefe der Zäsur wurde aber letztendlich nicht von Worten, sondern von den Kriegsverlusten bestimmt. Insgesamt verloren dreizehn Futuristen das Leben, einundvierzig wurden verwundet. Unter den Toten befand sich neben dem Architekten Sant’Elia auch Boccioni, der 1916 ohne Feindeinwirkung vom Pferd stürzte und bald danach starb.
Bei Marinetti hatte der Krieg lediglich seine Einstellung zu den Frauen verändert. Die sexuellen Erfahrungen des erwachsenen Marinetti führten ihn zur Erkenntnis, dass intime Beziehungen zu Frauen zumindest der Förderung des Ego und der Wahrung der männlichen Identität dienlich sein können. Ein Manifest über die Lust spiegelt diese neuen Ansichten wider.

## Marinetti und der Faschismus

### Marinetti und die Futuristische Partei
Nach dem Krieg war das öffentliche Leben wegen Arbeitslosigkeit, Hunger, Streiks, Unruhen und zerrütteter Finanzen explosiv und von „psychologischem, moralischem, kulturellem und sozialem Unbehagen“ geprägt. Den Orientierungslosen und Unzufriedenen bot sich unter anderem auch Marinetti als Sprachrohr an. Sein ernsthafter Einstieg in die Politik fand erst 1918 mit dem „Manifest der futuristischen politischen Partei“ und der Gründung der futuristischen Partei statt. Das Parteiprogramm enthielt Forderungen wie Abschaffung der Monarchie und des Papsttums, Vergesellschaftung von Grundbesitz, Großvermögen, Bodenschätzen und Wasser, die Besteuerung ererbten Reichtums, den Achtstundentag, gleiche Löhne für Männer und Frauen, Pressefreiheit, kostenlose Rechtsvertretung, Verbraucherschutz, Ehescheidung und einen stufenweisen Abbau des stehenden Heeres. Marinettis Bewegung stand unter dem Motto: „Die Kunst und die Künstler an die Macht“. Obwohl damit der eher elitäre, spielerische und ästhetisierende Bezug zum politischen Kräftespiel zum Ausdruck gebracht wurde, gelang es dennoch, eine Reihe interessanter Künstler und Aktivisten zu gewinnen, die teilweise in der faschistischen Bewegung Karriere machen sollten wie Piero Bolzon, Giuseppe Bottai, der Schriftsteller Mario Carli und der Bildhauer Ferruccio Vecchi, als Anführer der militärischen Kommandoeinheiten Arditi. Die fehlenden Versuche, eine Massenbasis zu schaffen, verstärken den Eindruck, dass Marinetti den allumfassenden Anspruch des Futurismus nun auch im politischen Bereich erheben wollte. Margit Knapp-Cazzola vertritt daher die Meinung, dass man die Gesellschaftspolitik des Millionärs Marinetti weder als reaktionär noch als revolutionär bezeichnen könne, da ihn dieses Thema „nie besonders beschäftigt“ habe.

### Marinetti und Mussolini
Das erste Treffen von Marinetti und Mussolini fand im Jahr 1914 statt, als der Kriegseintritt Italiens vor allem in der Linken heftig diskutiert wurde. Als militante Interventionisten hielten sie Veranstaltungen ab, die Marinetti organisierte und Mussolini als Hauptredner aufwiesen. Beide waren damals eng miteinander verbunden und Marinetti ging zweimal (1915 und 1919) wegen des Vorwurfs der Wahlfälschung in Untersuchungshaft, wobei dieser Vorwurf sich auch auf Mussolini erstreckte. Nach dem Krieg hatte Mussolini die gewaltbereite rechte Szene, die aus enttäuschten Kriegsheimkehrern, radikalen Republikanern und nationalen Sozialisten bestand und sich in lokalen Gruppen (Fasci) zusammengefunden hatte, zu den patriotischen Fasci di Combattimento eher lose zusammengefasst. Am 23. März 1919 gründete Mussolini die Faschistische Partei Italiens, in der die Futuristische Partei aufging, was Marinetti zum zweiten Listenplatz verhalf. Was das Parteiprogramm betrifft, so hatte man das nationalistische, antiklerikale und sozialrevolutionäre Profil der Futuristen fast vollständig übernommen, Vecchis Arditi wurden von Mussolini als fasci futuristi eingegliedert. Mit diesem Programm konnte die faschistische Liste bei den Wahlen im Oktober 1919 lediglich 4000 Wähler ansprechen. Nach den Wahlen gingen die Aktionen der Schwarzhemden ohne Rücksicht auf den Wahlausgang weiter und nahmen allmählich bürgerkriegsähnliche Züge an. Marinetti bewegte sich immer weiter nach links und griff dabei unter Berufung auf Garibaldi in flammenden Ansprachen nicht nur die Monarchie, den Papst, die Bürokratie und die Ehe an, sondern plädierte überdies für die Abschaffung des stehenden Heeres, der Gerichte, der Polizei und der Gefängnisse. Mussolini hatte nun eine Richtungsentscheidung zu treffen. Die Alternativen waren gering. Der Weg nach links war ihm verstellt. Seit er bei den Sozialisten vor dem Krieg als interventionistischer Kriegstreiber aus dem Parteivorstand und der Partei sowie als Chefredakteur der Parteizeitung entfernt worden war, handelte man ihn dort als Verräter, mehrere Vermittlungsversuche waren gescheitert. Der Weg nach rechts zu einer Aussöhnung mit den „Drei K“ (Kirche, König, Kapital) stand ihm jedoch grundsätzlich offen, ihm war lediglich das eigene Parteiprogramm im Weg.

### Die Trennung Marinettis von Mussolini
Als Mussolini nach der desaströsen Wahlschlappe 1919 beim zweiten Parteikongress der Fasci 1920 plötzlich auf die bürgerliche Karte zu setzen begann und meinte, man solle „das bürgerliche Schiff nicht versenken, sondern an Bord gehen, um die parasitären Elemente über Bord zu werfen“, fielen die Reaktionen gemischt aus. Neben etlichen Squadristi verließen auch die Futuristen Marinetti, Carli und Vecchi die Bewegung. Sie traten weiterhin für die Entvatikanisierung Italiens ein, waren gegen die Monarchie und für proletarische Streiks. Bei seinem spektakulären Abgang bezeichnete Marinetti den Rest der Parteiversammlung als einen „Haufen von Passatisten“. „Passatistisch“ war ein Neologismus, abgeleitet von passato – überholt, vergangen. Der Kampf gegen jeglichen Passatismus gehörte von allem Anfang an zu den Dogmen der futuristischen Ästhetik. Währenddessen klassifizierte Mussolini seinen Kampfgefährten als einen „extravaganten Clown, der Politik spielt und den niemand, ich am wenigsten, ernst nimmt“.
Am 30. Oktober 1922 wurde Mussolini vom König zum Regierungschef ernannt. Zu diesem Zeitpunkt waren Marinetti und die Futuristen politisch nicht mehr dabei.
Nach seinem Austritt aus der Partei verabschiedete sich Marinetti mit seinem Manifest „Al di là del comunismo“ („Über den Kommunismus hinaus“) vom politischen Futurismus mit einem Bekenntnis zu den anarchistischen, gewalttätigen Wurzeln der Futuristen und sparte nicht mit Lob für die Protagonisten der Oktoberrevolution. Das brachte Marinetti Anerkennung von Links ein. So bezeichnete ihn der sowjetischen Volkskommissar für das Kulturwesen, Anatoli Wassiljewitsch Lunatscharski, im Jahr 1921 als den „einzigen revolutionären Intellektuellen Italiens“. Wenig später fand auch der spätere Chefideologe der italienischen Kommunistischen Partei Antonio Gramsci positive Worte für ihn:

„Was sonst noch zu tun ist? Nichts Geringeres als die Zerschlagung der aktuellen Kultur ... Der Futurist zerstört, zerstört, zerstört, ohne sich darum zu kümmern, ob das, was er Neues schafft, auch wirklich besser ist als das Alte … Er hat die klare Vorstellung, dass unsere Epoche, … ihre eigene Kunst, Philosophie, Umgangsformen und Sprache benötigt. Das ist ein klar revolutionäres Konzept und noch dazu ein absolut marxistisches und das zu einer Zeit, wo die Sozialisten nicht einmal im Entferntesten an solche Dinge gedacht hatten. Die Futuristen sind in ihrem Bereich, in dem der Kultur, Revolutionäre. Auf diesem Feld, jenem der Kreativität, ist es unwahrscheinlich, dass ihnen die Arbeiterklasse in absehbarer Zeit das Wasser reichen kann.“

Die Abwendung von der Politik hatte auch mit Marinettis erneut geändertem Frauenbild zu tun. Er heiratete Benedetta Cappa, seine große Liebe, für die er gegen das Eheverbot seines eigenen „Futuristischen Manifestes der Lust“ verstieß.

### Marinetti als Repräsentant des faschistischen Regimes

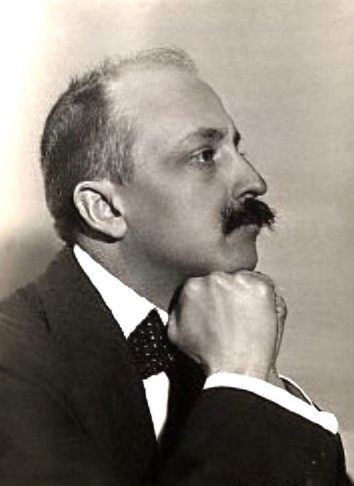
Marinetti um 1924

Am 30. Oktober 1922 wurde Mussolini vom König zum Regierungschef ernannt. 1924 übernahm er die Macht allein. 1924 brach Marinetti mit dem Sammelband „Futurismo e Fascismo“ das Schweigen zur Tagespolitik. Dieses Schriftstück, das er seinem „teuren und großen Freund Benito Mussolini“ widmete, war ein Friedensangebot an den Faschismus. Marinetti erklärte darin den Rückzug des Futurismus aus der Politik, machte dafür aber den Führungsanspruch im Bereich der Kultur geltend. Mussolini nahm das Angebot – mit Einschränkungen – an. Im Jahre 1929 wurde Marinetti Mitglied der neuen Akademie der Wissenschaften und der Künste und damit einer Institution, die er bislang immer auf das heftigste bekämpft hatte.
Mit der von D’Annunzio inspirierten und von Mino Somenzi und Marinetti durch Manifeste etablierte Aeropittura e aeroscultura und der in den Weltraum ausgreifenden Luft- und Raumfahrtliteratur fand Marinetti ein weiteres, breites Betätigungsfeld, das die alten futuristischen Topoi von Dynamik, Fortschritt und Geschwindigkeit aufgriff und mit Patriotismus, Flugheldentum und subtiler Kriegspropaganda verband. 1931 wurde die futuristische Flugmalerei propagandistisch lanciert und ging später problemlos in die Kriegsmalerei, die Aeropittura di guerra über.
Dem Ehrenkomitee für die Berliner Ausstellung Aeropittura 1934 gehörten nicht nur Marinetti und die italienische Botschafterin Cerutti , sondern auch die Mitglieder der Reichsregierung Goebbels und Göring an. Der Futurismus hatte staatlichen Rang. Als Marinetti 1934 vom Dichter Gottfried Benn in Berlin im Namen der Union Nationaler Schriftsteller als „Exzellenz Marinetti, Führer der Futuristen, Mitglied der Königlichen Italienischen Akademie und Präsident des italienischen Schriftstellerverbandes“ begrüßt wurde, war die Rolle des Futurismus im Rahmen des etablierten Faschismus bereits geklärt. Marinetti war es zwar nicht gelungen, den Futurismus als offizielle Kunstrichtung des Faschismus durchzusetzen, er konnte ihn aber neben dem von Mussolini präferierten ,passatistischen‘ Novecento als wichtigste Stilrichtung des faschistischen Italiens etablieren. Der Futurismus diente der Vermittlung eines dynamischen, zukunftsorientierten Charakters des neuen Italien.
Dass der Futurismus unter Mussolini sehr lebendig war und seine Stellung gegenüber dem Novecento behaupten konnte, ist den zahlreichen Manifesten dieser Zeit zu entnehmen. Mit dem „Tattilismo“ (kontaktsuchendes Tasten mit dem Ziel des Aufbaues sozialer Beziehungen) kreierte er überdies einen neuen sozialen Umgang. Dieser klare Bruch mit Kerngrundsätzen des asozialen Grundmanifests beruhte nur teilweise auf dem Streben nach Kompatibilität mit faschistischen Positionen, der Hauptgrund lag wohl in der endgültigen Korrektur seines Frauenbildes im Zuge der Beziehung zu seiner Frau Benedetta, die sich über die künstlerische Partnerschaft hinaus zur großen Liebe entwickelt hatte.
In der Zeitschrift Artecrazia verurteilte Marinetti 1938 die italienischen Rassengesetze scharf. Die entsprechende Nummer der Zeitschrift wurde von der Zensur eingezogen. In der Folgezeit widersetzte sich der Futurist den Kampagnen der offiziellen Kunstpolitik, die einen nach Rassebestimmungen ausgerichteten Maßstab der Kunst einführen wollten. Die öffentliche Meinung unterstützte ihn, so dass in Italien die Diffamierung entarteter Künstler unterblieb.
Im Jahre 1939 war er Vorsitzender der Prüfungskommission für die Vergabe des zweiten Nationalen Goethe-Preises Italiens.
Der Bereich, wo Marinetti am wenigsten von seinem ersten Manifest abrückte, war der Krieg. Der Krieg wurde als avantgardistisches Todesfest imaginiert. So schrieb er anlässlich des italienisch-äthiopischen Krieges, an dem er selbst teilnahm:

„Der Krieg ist schön, weil er dank der Gasmasken, der schreckenerregenden Megaphone, der Flammenwerfer und der kleinen Tanks die Herrschaft des Menschen über die Maschine begründet. Der Krieg ist schön, weil er die erträumte Metallisierung des menschlichen Körpers inauguriert. Der Krieg ist schön, weil er eine blühende Wiese um die feurigen Orchideen der Mitrailleusen bereichert. Der Krieg ist schön, weil er das Gewehrfeuer, die Kanonaden, die Feuerpausen, die Parfums und Verwesungsgerüche zu einer Symphonie vereinigt. Der Krieg ist schön, weil er neue Architekturen, wie die der großen Tanks, der geometrischen Fliegergeschwader, der Rauchspiralen aus brennenden Dörfern und vieles andere schafft …“

1941 zog er mit dem italienischen Expeditionskorps an die russische Front, wo er selbst diesem Desaster positive dichterische Seiten abgewinnen konnte. Er kehrte 1943 als kranker Mann zurück und blieb in der von Mussolini nach dessen Befreiung gegründeten Republik von Salò. Noch knapp vor seinem Tod pries er die Tapferkeit einer durch ihre Grausamkeit berüchtigten Anti-Partisaneneinheit Mussolinis. Als er am 2. Dezember 1944 in Bellagio am Comer See starb, ließ ihn seine Familie rasch und in aller Stille bestatten. Mussolini ließ ihn jedoch exhumieren und sorgte dafür, dass er nach feierlicher Aufbahrung in Mailand ein Staatsbegräbnis erhielt.

### Bilanz: Marinetti und der Faschismus
Wenn heute über das Verhältnis von Marinetti zum Faschismus geschrieben wird, so zieht man Vergleiche mit deutschen Expressionisten wie Gottfried Benn, der auf die Nationalsozialisten anfänglich in ähnlichem Maße positiv reagierte wie Ernst Jünger; auch französische Intellektuelle werden genannt, vor allem Charles Maurras, der laut Ernst Nolte sogar zur Zentralfigur der protofaschistischen Action française wurde, oder Louis-Ferdinand Céline, der dem französischen Faschismus positive Seiten abgewinnen konnte, oder auch manche zum Nationalsozialismus tendierende Schriftsteller in Österreich. Nolte hält Marinetti lediglich für eine pittoreske Begleiterscheinung des Faschismus. George L. Mosse urteilt ähnlich, wenn er die Futuristen als Exzentriker am Hofe der Macht bezeichnet. Das meiste Verständnis für Marinetti und die Futuristen findet man in Italien. Der Kunsthistoriker Maurizio Calvesi weist jegliche „plumpe“ Identifizierung von Futuristen und Faschisten zurück; Maurizio Scudiero erinnert an „die offenkundige Verzahnung [der Futuristen] mit der Linken“ und an „den Bruch, der im Mai 1920 stattfand, als Marinetti und die Futuristen die faschistischen ‚Kampfverbände‘ verließen und sich den Sozialisten öffneten“. Scudiero hebt besonders Marinettis Manifest Al di là del comunismo hervor, in dem Marinetti „die Kunst als Alternative zur Politik pries und den ästhetischen Utopismus noch weiter trieb, wobei er endgültig jedes politische Engagement ablehnte.“ Andere Historiker verweisen auf den Futuristen Mino Somenzi, der Anfang 1933 – also mitten im faschistischen Italien – in der offiziellen Zeitung der Futuristen schrieb: „Futurismus ist eine Kunst- und Lebensform, der Faschismus eine politische und soziale Form: diametral entgegengesetzte Dinge.“ Auch Giovanni Lista sieht dies ähnlich und kommt zur Überzeugung, dass „… der individualistische, freiheitliche und ‚antitraditionelle‘, avantgardistische Geist des Futurismus … in völligem Gegensatz zur Kulturpolitik des Faschismus [stand], der darauf abzielte, die römische Mythologie und die Kanons der klassischen Kunst wiederherzustellen.“

## Manifest der futuristischen Küche

### Die Veröffentlichung des Manifests 1930

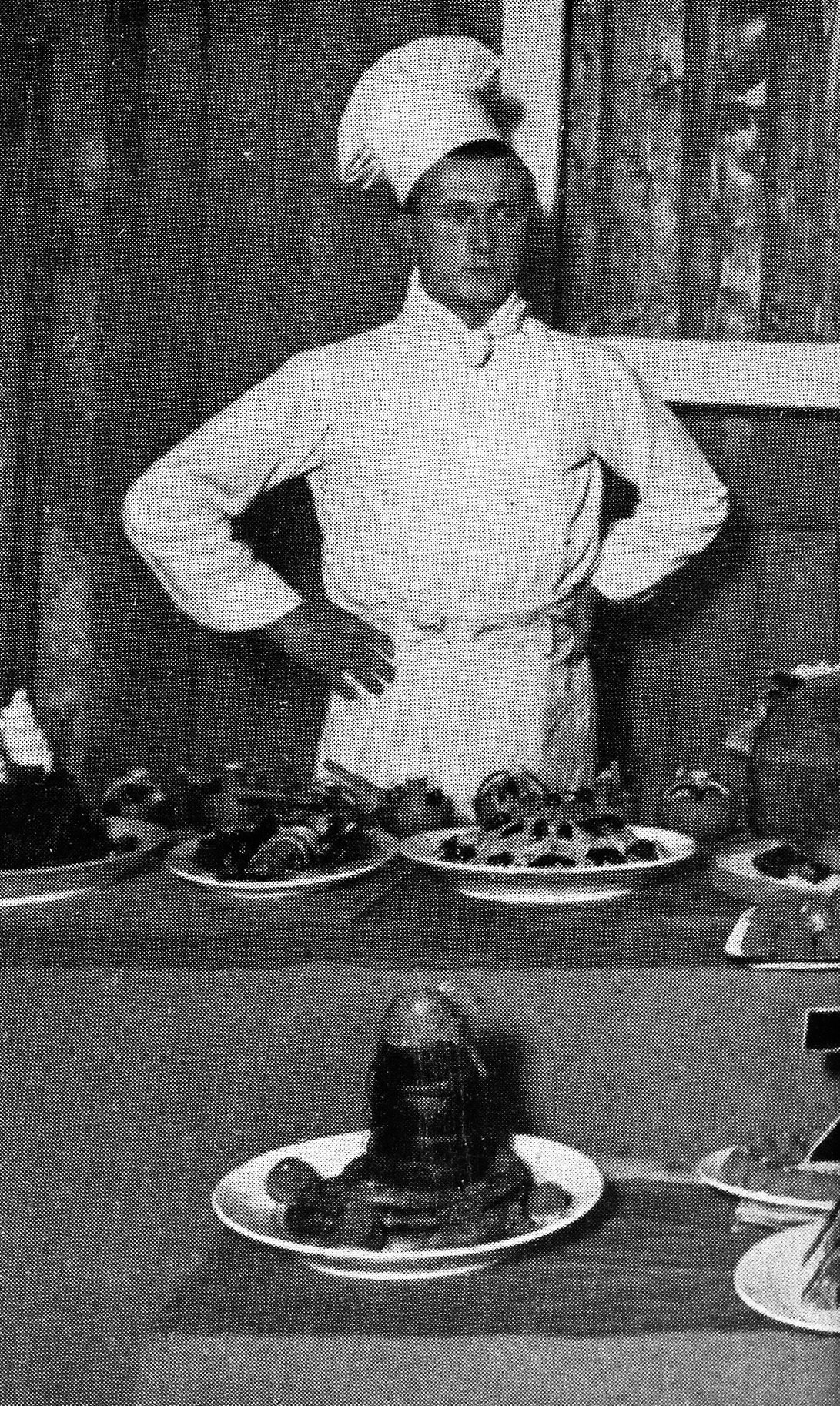
Taverna del Santopalato, Fotografie der „Fleischplastik“ aus: Filippo Tommaso Marinetti, La cucina futurista, Mailand 1932.

Am 28. Dezember 1930 veröffentlichte Marinetti in der Turiner »Gazetta del Popolo« das »Manifest der futuristischen Küche«, in dem es unter anderem heißt:

„Wir hören…, man müsse verhindern, dass der Italiener kubisch, massig und bleibeschwert werde, von undurchsichtiger und blinder Kompaktheit… Im Unterschied zu Brot und Reis ist die Pasta asciutta eine Nahrung, die man hinunterschlingt, aber nicht kaut..….. Davon leiten sich ab: Schlappheit, Pessimismus, nostalgische Untätigkeit und Neutralismus…. Die Verteidiger der Pasta asciutta tragen eine Kugel oder Bruchstücke von ihr im Magen, wie Zuchthäusler oder Archäologen…… Sie ist außerdem unmenschlich, weil der beschwerte und beengte Magen niemals der physischen Begeisterung für die Frau und der Möglichkeit, sie geradewegs zu besitzen, förderlich ist…“

Marinetti hatte einen neuen Gegner einer futuristisch geprägten Zukunft entdeckt, der die Italiener täglich zweimal an Körper und Geist lähmte und auf lange Sicht zu vernichten drohte: Es war nicht der Kommunismus, es waren die Spaghetti, »diese absurde Religion der italienischen Gastronomie«! Er wollte das Zentrum der italienischen Kultur zerstören, denn wenn es irgendetwas gibt, das man den Menschen nicht wegnehmen kann, dann sind es ihre Essgewohnheiten.
Marinetti betrachtete die Kritik der Kochkunst als Endstufe seiner futuristischen Ideen. Würde ein zweiter Schlag die Revolution vollenden, der auf tiefsitzende Gewohnheiten zielte und mit ihrer Beseitigung zu einer vollkommenen Umwertung der Werte führen musste?

„Mit einer ästhetischen Realisierung des „Kunstwerks“ als einer „Geschmacksache“ gelingt es ….. (den Futuristen), die Avantgarde der eigenen Kunst von den anderen Avantgardismen noch einmal zu radikalisieren. Denn erst durch die Hinwendung zur Kochkunst und zur Küche macht Marinetti mit dem avantgardistischen Anspruch wirklich ernst, dass die Kunst nicht vor dem Leben außerhalb der Kunst Halt macht und nicht bloß zu schöngeistiger oder antischöngeistiger Unterhaltung dient, sondern tatsächlich in existenziell relevante Lebensbereiche eingreift, um das bestehende Gesellschaftssystem zu verändern.“

Die Kunsthistorikerin Hana Leaper setzt das Manifest der futuristischen Küche mit dem 1932 entstandenen Tafelservice berühmter Frauen in Zusammenhang.

### Die „Taverna del Santopalato“ in Turin 1931

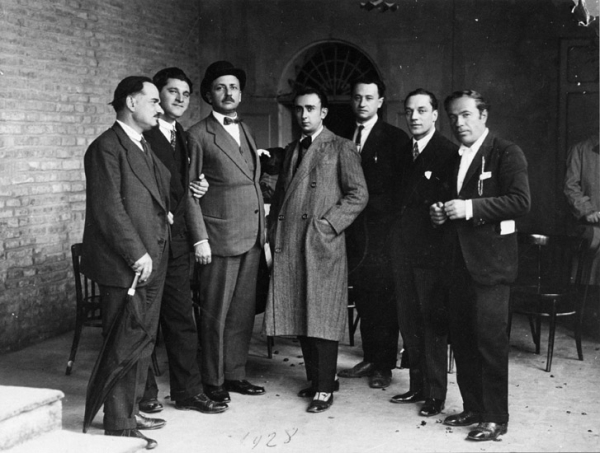
1. Futuristische Keramik-Ausstellung in Faenza 1928; von links: Campana, Giuseppe Fabbri, Marinetti, M. G. Dal Monte, Riccardo Gatti, Riccardo Fabbri, Domenico Rambelli. Foto: Bottega Gatti di Faenza

Nach der ersten Zeitungsmeldung entwickelte sich danach schrittweise ein – an den 1922 vollendeten und zugleich erloschenen Dadaismus erinnerndes – Gesamtkonzept, das Marinetti mit einer Gruppe futuristischer Freunde am 8. März 1931 in der Turiner „Taverna del Santopalato“ („Taverne zum heiligen Gaumen“) vorstellte. Die Künstler/Architekten Fillia (Luigi Colombo) und Nikolay Diulgheroff hatten eine alte Trattoria entkernt und mit indirektem Licht, Aluminiumfußböden- und Paneelen, Glaskörpern etc. wie das Innere eines U-Boots gestaltet. An den Wänden hingen Werbeposter. Getrunken wurde bevorzugt der „Treibstoff der Futuristen“: Lambrusco. Illustre Gäste nahmen teil.
Das Menü enthielt mit 14 Gängen eine Menge interessanter Versuche, die Pasta zu umgehen und auf jeden Fall originell zu sein. Der erste Gang, die Intuitive Vorspeise war noch völlig der Konvention verhaftet: Es gab die typischen Antipasti (Oliven, Salami, Crissini), nur in den Oliven war – wie in den chinesischen Glückskeksen – ein Zettel versteckt, auf dem stand: »Emmanuelli ist der größte Journalist, gez. Enrico Emanuelli«. Unter den anderen Gängen sind vier hervorzuheben:

„Luftspeise: ‚…….Auf dem Teller wird ein Fenchelviertel, eine Olive, eine kandidierte Frucht und der Berührungsapparat serviert. Man schluckt die Olive hinunter, dann die kandidierte Frucht, dann den Fenchel. Gleichzeitig führt man die Kuppe des Zeigefingers und des Mittelfingers der linken Hand mit Zartheit an dem rechteckigen Apparat vorbei, der aus einem Flecken von rotem Damast, einem Viereck von schwarzem Samt und einem Stückchen Glaspapier zusammengesetzt ist. Aus einer sorgfältig verborgenen singenden Quelle gehen die Noten des Fragments einer Wagneroper auf Reisen, und gleichzeitig spritzt der geschickteste und anmutigste Kellner ein Parfum in die Luft‘.
– ‚Fleischplastik:…. Synthetische Interpretation der italienischen Landschaften, bestehend aus einem großen zylindrischen Stück gebratenem Kalbfleisch, mit elf Sorten von gekochtem Gemüse gefüllt. Dieser Zylinder, der senkrecht im Mittelpunkt des Tellers steht, wird von einer dicken Honigschicht bekrönt und an der Basis von einem Wurstring gestützt, der auf drei goldenen Kugeln von Hühnerfleisch ruht. Ein Wunder des Gleichgewichts.‘
– ‚Ultramännliches: Wir werden uns nicht in eingehenden Erläuterungen verbreiten: Es wird genügen hinzuzufügen, dass es sich um ein Gericht für Damen handelt.‘
– ‚Exaltiertes Schwein: …. Eine normale gekochte Salami wird präsentiert, eingetaucht in eine konzentrierte Lösung von Espresso-Kaffee und mit Eau de Cologne angerichtet.‘“

Benito Mussolini schrieb zur Eröffnung: „Ich bedauere es, nicht an dem von F.T. Marinetti veranstalteten Bankett teilnehmen zu können. Aber ich wünsche, dass Euch meine glühende Zustimmung erreicht, und das ist keine rhetorische Floskel, sondern lebendiges Zeichen der größten Sympathie … für den poetischen Erneuerer, … für meinen lieben alten Freund der ersten faschistischen Schlachten.“
Und das war nicht alles. Die New York Times berichtete. Nicht nur in Turin wurde die futuristische Küche zelebriert, Hunderte von Gästen bewunderten sie auf der Pariser Kolonialausstellung (1931).
Marinetti hielt Vorträge vor tausenden Menschen in ganz Europa, die es offenbar genossen, dass ihnen jemand von einem Essen erzählte, dem sie in ihrem Leben nie begegnen würden.
Hier ging es nicht um die Darstellung des Essens, oder der damit verbundenen Feste, die spätestens seit Arcimboldo, Daniel Spoerri, Salvador Dali u. a. ein Sujet der Kunst sind,
hier ging es um die Performance als neue Kunstform: »An die Stelle der längst erschöpften Psychologie des Menschen muss die lyrische Besessenheit der Materie treten«.

### Kochkunst als Kunstform auf der documenta 12 (2007)
Marinetti hat auf diese Weise die grundlegende Frage aufgeworfen, ob und unter welchen Umständen die Zubereitung und Präsentation von Speisen als künstlerische Leistungen betrachtet werden kann. Roger M. Buergel hat das Thema als Künstlerischer Leiter der documenta 12 (2007) unter ausdrücklichem Bezug auf den Futurismus aufgenommen und erklärte das Restaurant von Ferran Adrià in der Nähe von Barcelona zu einer Außenstelle der documenta 12. Dorthin wurden 100 beliebig ausgewählte Besucher der Documenta eingeladen und ihre Eindrücke sind dokumentiert.

### Wiederholung der Performance in New York 2014
Im Juli 2014 wurde das futuristische Menü „Anti-Pasta“ von 1931 anlässlich einer großen Ausstellung über den italienischen Futurismus im Guggenheim-Museum in New York wiederholt (Italian Futurism, 1909–1944: Reconstructing the Universe).
Die Teilnehmer zogen sich Pyjamas an, die mit verschiedenen Materialien beklebt (Schwämme, Sandpapier, Stahlwolle etc.), jeder Gast wurde in einen dunklen Raum geführt und aufgefordert, die Speisen zu berühren und nur das zu essen, was sich für ihn am besten anfühlte. Nach einer atonalen Klaviermusik wurde ein Salat serviert, der mit den Händen gegessen werden musste; die Luft war schwer von Parfum.

## Die letzten Jahre
1935 meldete Marinetti sich (mit 59 Jahren) freiwillig zur Teilnahme an dem Überfall Italiens auf Äthiopien und kämpfte ein Jahr lang in der Milizia Volontaria Sicurezza Nazionale (Freiwillige Miliz für Nationale Sicherheit) Division 28 Ottobre. Wie schon im Ersten Weltkrieg erhielt er militärische Orden für seine Tapferkeit.
1939 erkrankte er schwer am Zwölffingerdarm und überlebte die Operationen. Gleichwohl meldete er sich 1941 zur freiwilligen Teilnahme am Dienst in der italienischen Division (23. Martio), die im Krieg gegen Russland eingesetzt wurde. Eine Herzkrankheit im November 1942 ließ ihn nach Rom zurückkehren.
Diese militärischen Erfahrungen stellte er in mehreren dichterischen Werken dar. Sowohl den Faschismus wie den Zweiten Weltkrieg unterstützte er durch Propaganda, so etwa durch
Il poema africano della Divisione “28 ottobre”/Das afrikanische Gedicht über die Division »28. Oktober« (1937); Canto eroi e macchine della guerra mussoliniana/Heldengesang über die Kriegsmaschine Mussolinis (1942).
Gleichzeitig schrieb er romanhaft gestaltete Jugenderinnerungen (Una sensibilità italiana nata in Egitto/Ein sensibler Italiener geboren in Ägypten), die posthum (1969) erschienen sind.
Nach dem Einmarsch der Alliierten und dem Rückzug der deutschen Truppen nach Norden, floh auch er mit seiner Familie – in Hotels wohnend – im Oktober 1943 erst nach Venedig, dann nach Cadenabbia und schließlich nach Bellagio. Dort starb er am 2. Dezember 1944 an einem Herzinfarkt im Hotel Excelsior Splendide.

## Werke (Auswahl)

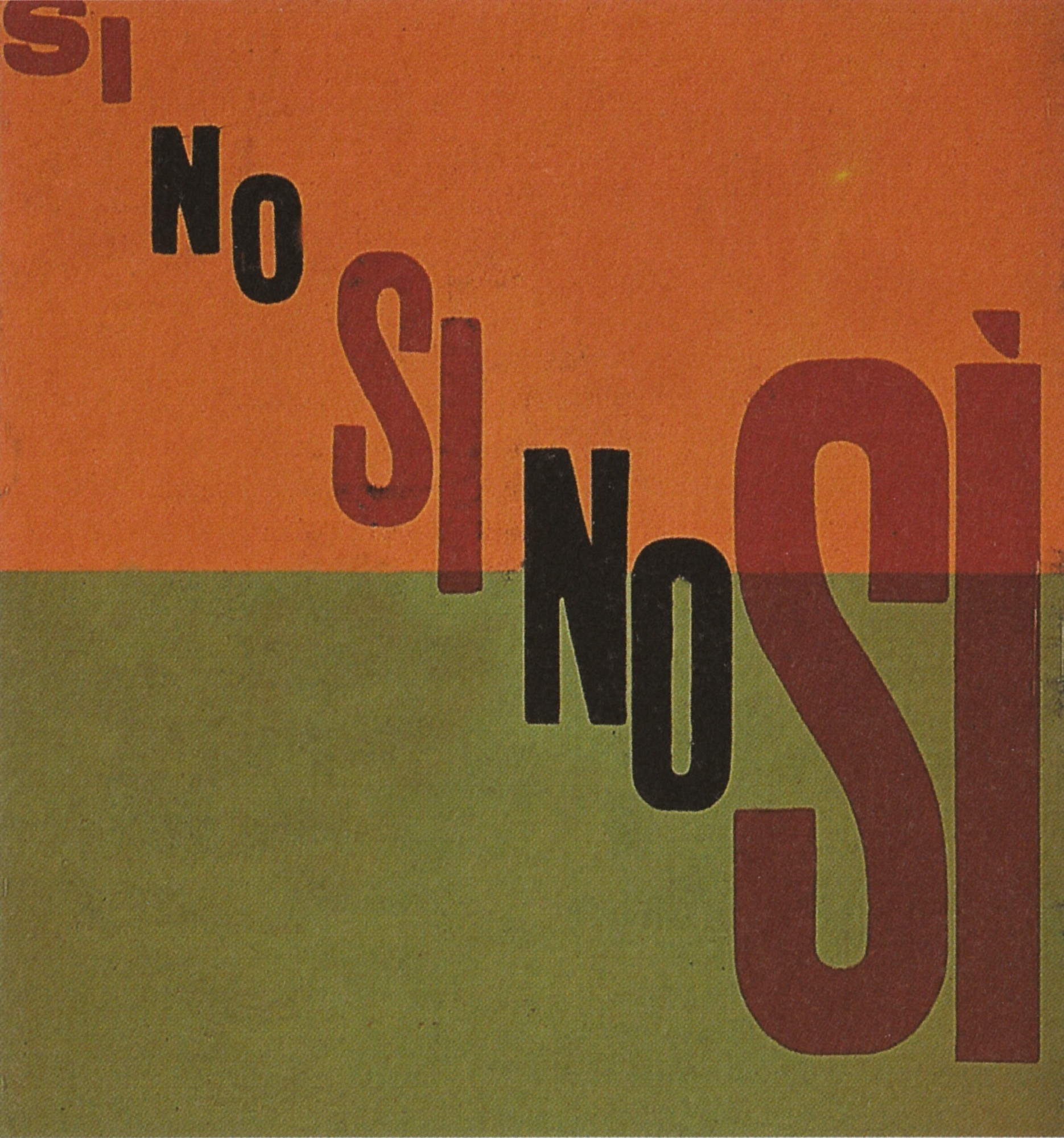
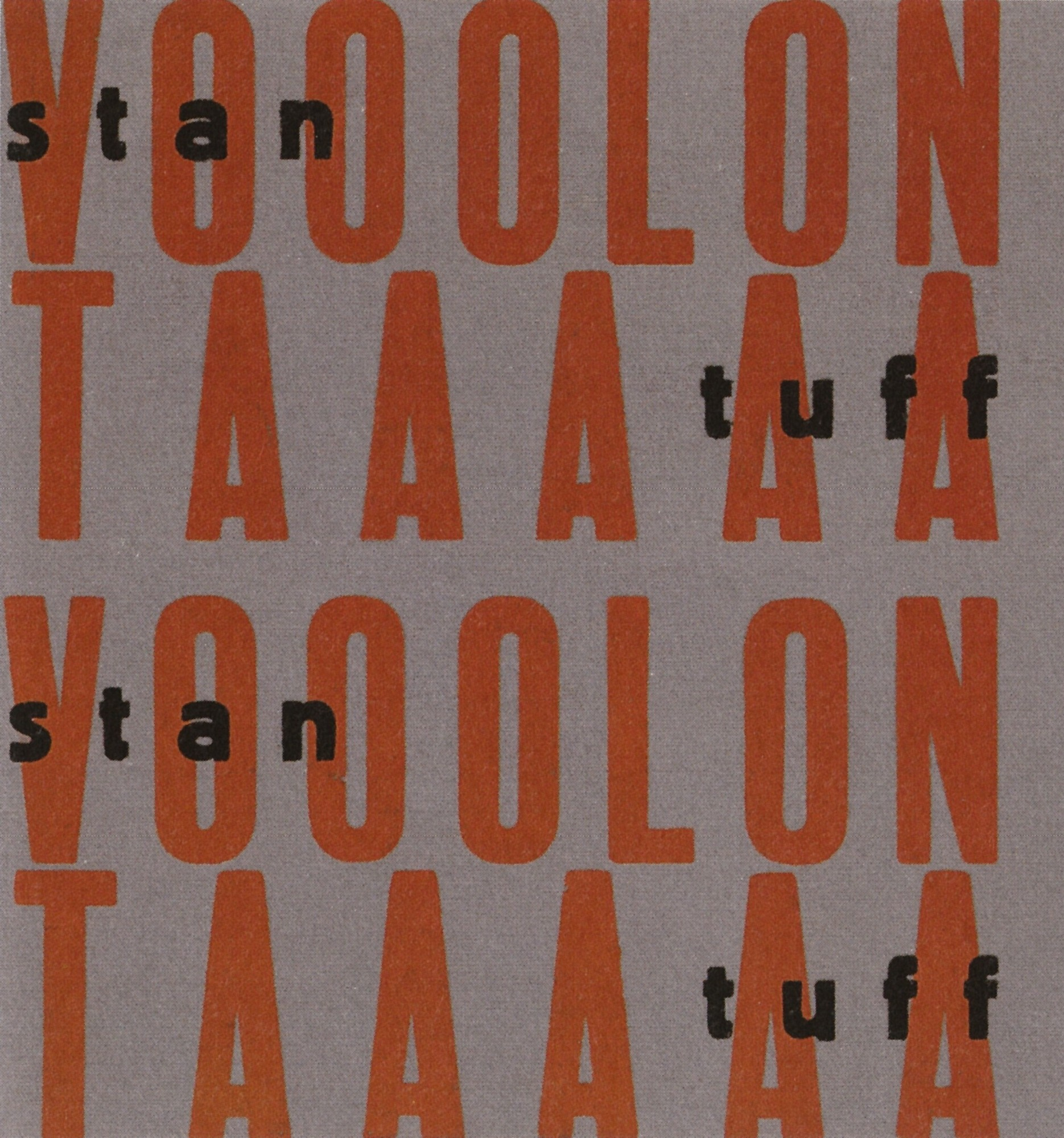
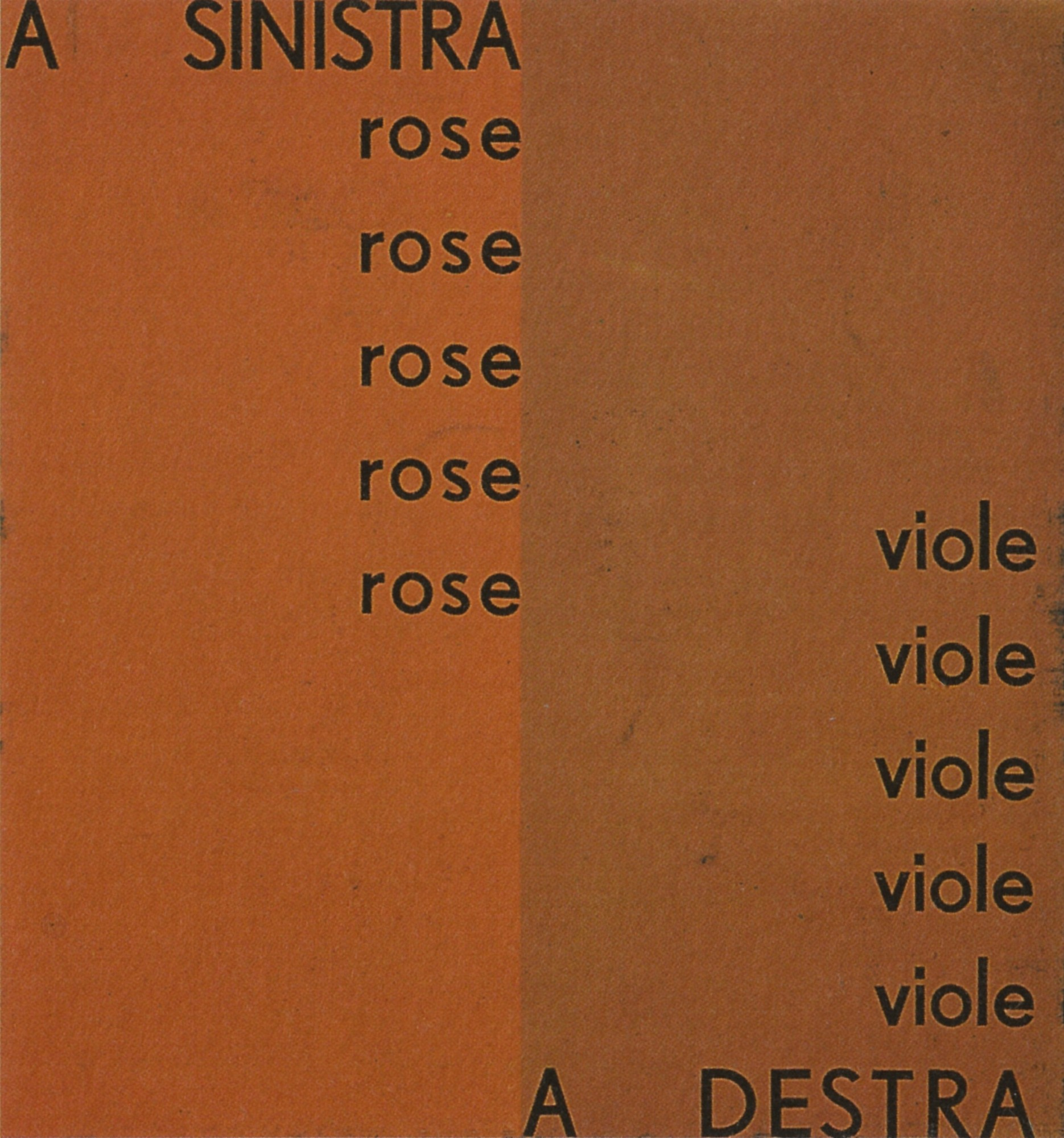
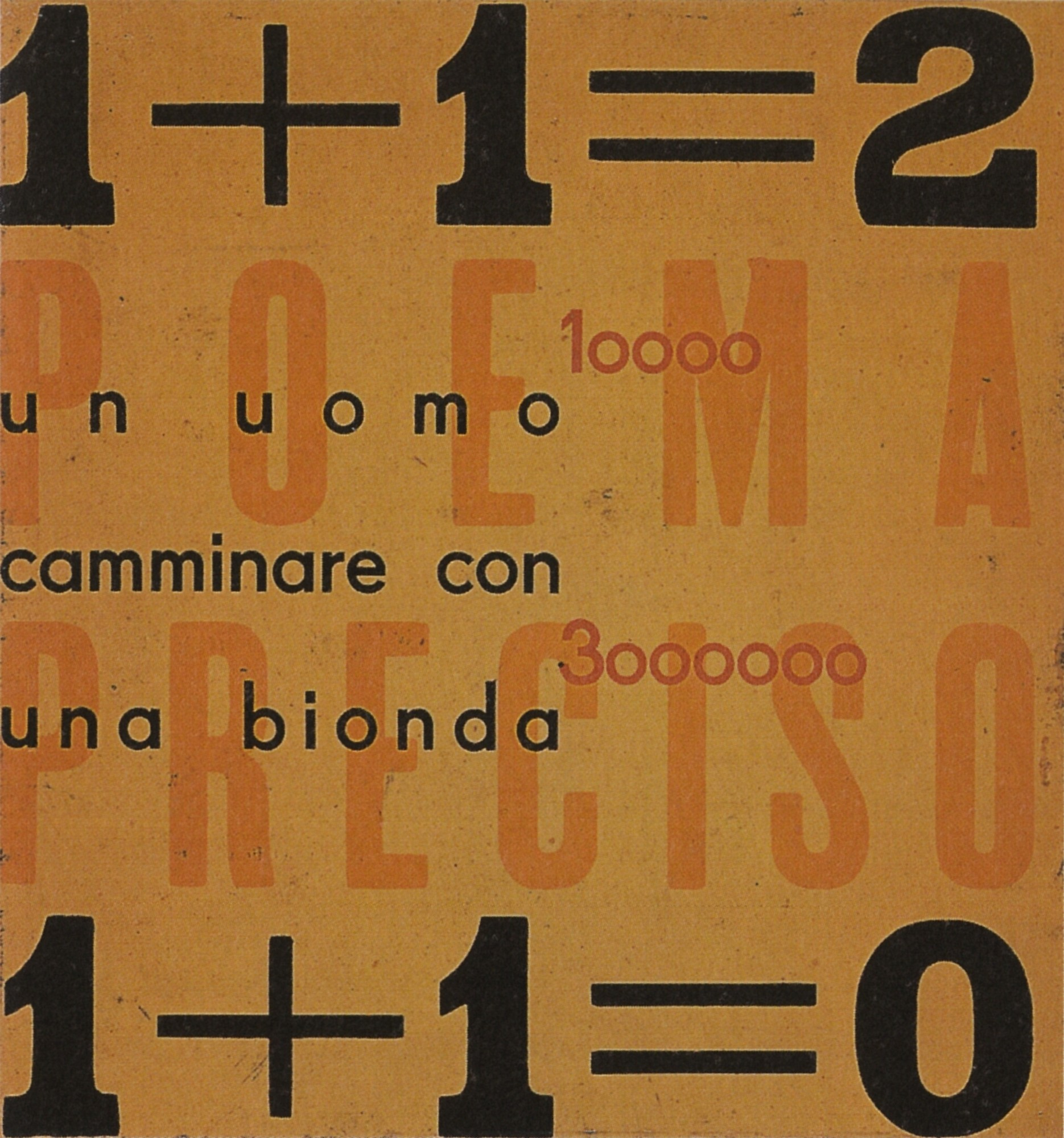

- La Conquête des Étoiles. 1902.
- Le Roi Bombance: Tragedie Satirique En 4 Actes, En Prose. 1905. (Reprint: Kessinger Legacy Reprints, ISBN 1-166-84595-8), herausgegeben vom Archivio del ’900 von Mart, Rovereto (archive.org).
- Manifeste de Futurisme. 1909.
- Mafarka le futuriste. 1910. dt. Mafarka der Futurist: Afrikanischer Roman. Belleville, München 2004, ISBN 3-936298-02-5, herausgegeben vom Archivio del '900 von Mart, Rovereto (archive.org)
- Le futurisme. 1911.
- An das Rennautomobil. 1912.
- The variety theater. 1913.
- Come si seducono le donne. 1916 (archive.org).
  - Wie man die Frauen verführt. Aus dem Italienischen von Stefanie Golisch. Matthes & Seitz, Berlin 2015, ISBN 978-3-95757-019-2.
- Al di là del comunismo. 1920.
- Il tamburo di fuoco. 1923 (archive.org).
- Futurismo e Fascismo. 1924.
  - Futurismo e Fascismo. Brienna Verlag, Achenmühle 2024, ISBN 978-3-942318-24-2.
- Novelle colle labbra tinte. 1930 (archive.org).
- Parole in Libertà. 1932.
- La cucina futurista. 1930. dt: Die futuristische Küche. übersetzt von Klaus M. Rarisch, Klett-Cotta, Stuttgart 1983, ISBN 3-608-95007-9.
- Il poema africano della Divisione 28 Ottobre. 1937.
- Teoria e invenzione futurista. Mondadori, Milano 1983, 1256 p.
- als Mitautor: Es gibt keinen Hund – Das futuristische Theater. 61 theatralische Synthesen und 4 Manifeste. Edition Text und Kritik, München 1989.
- Der futuristische Aufbruch der Avantgarde (1909–1916). [zahlreiche futuristische Manifeste von Marinetti und anderen] in: Manifeste und Proklamationen der europäischen Avantgarde (1909–1938). hrsg. von Wolfgang Asholt und Walter Fänders. J. B. Metzler, Stuttgart/Weimar 1995, S. 1–117.
- Selected Poems and Related Prose. Yale University Press, 2002, ISBN 0-300-04103-9.
- F.T. Marinetti: Filippo Tommaso Marinetti: Critical Writings. Hrsg.: Günter Berghaus. Farrar Straus & Giroux, New York 2006, ISBN 0-374-70694-8, S. Sprache=en (Umfangreiche Sammlung von ins Englische übertragenen Originaltexten (Taschenbuchausgabe 2008: ISBN 0-374-53107-2).; Inhaltsangabe guenter-berghaus.com PDF)

Grafiken aus Parole in Libertà